# Bo'ness and Kinneil Railway
De Bo'ness and Kinneil Railway is een historische spoorlijn in Schotland.
De Scottish Railway Preservation Society exploiteert een spoorlijn van 11 kilometer lang met gebruik van stoomlocomotieven. De lijn werd aangelegd in 1979 langs de zuidelijke oever van de Firth of Forth. Het station van Bo'ness (voluit Borrowstounness) werd geopend in 1981. De lijn werd uitgebreid tot Kinneil in 1987 en tot Birkhill in 1989. Bij het station van Birkhill zijn veel oude  locomotieven te zien. Het station van Bo'ness werd gebouwd in 1979 op een plaats die eerder werd gebruikt voor spoorwegaansluitingen, houtwerven en steenkoolmijnen. Het gebouw werd ontworpen in traditionele stijl en geopend in 1981.
Het eerste deel van de rit gaat langs de oevers. De trein begint te klimmen op de rit door het bos. De brug over de weg aan het begin van de klim werd gebouwd in 1990 ter vervanging van een smalle brug. De spoorlijn ten zuiden van Birkhill is in een bosrijke omgeving en na het passeren onder Todd's Mill-brug komt het indrukwekkende viaduct over de beboste Avon Gorge. De route loopt op een dijk onder de snelweg M9 en de A803 door. De spoorlijn maakt dan bochten naar rechts op weg naar het station van Manuel.
De locomotieven die gebruikt worden voor de Bo'ness and Kinneil Railway, zijn onder andere de voormalige LMS Black Fives 44.871 Sovereign, 5407 & 44767 George Stephenson, 8F 48151, LNER K1 2005 K4 3442 The Great Marquess, A2 60.532 Blue Peter & A4 60009 Union of South Africa, en BR Standard Four 75.014.

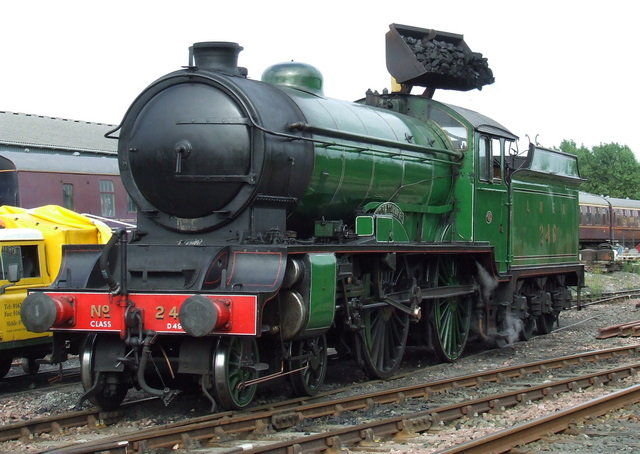
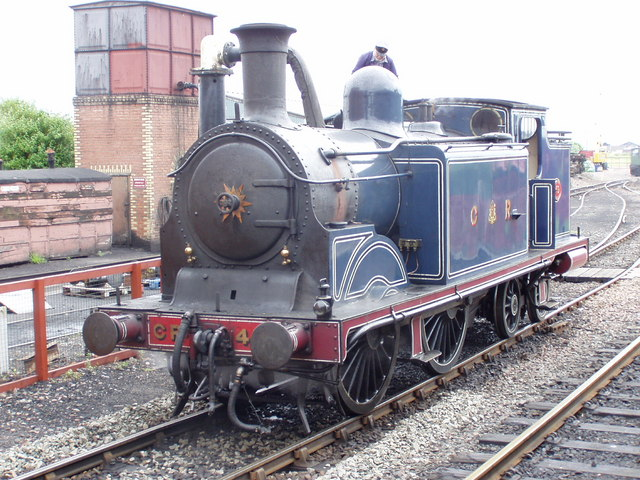
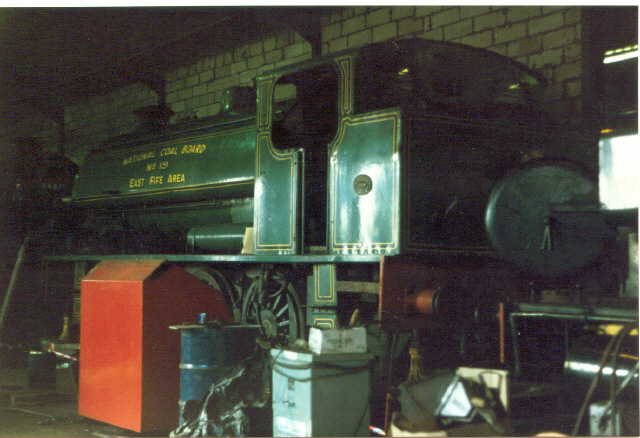
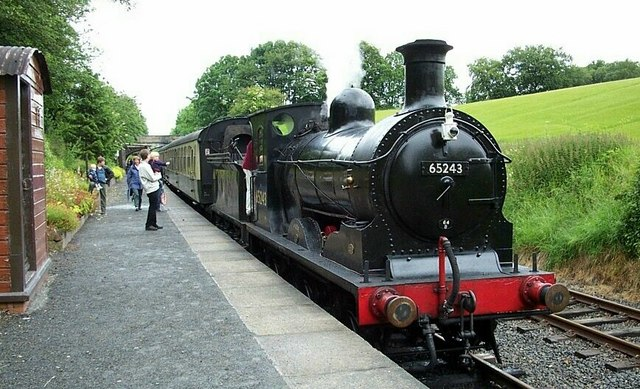
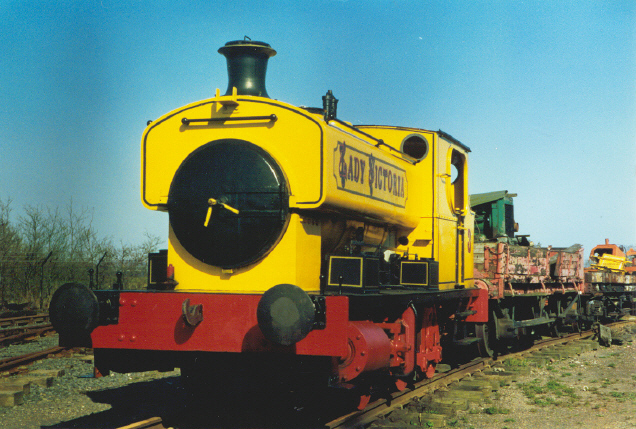
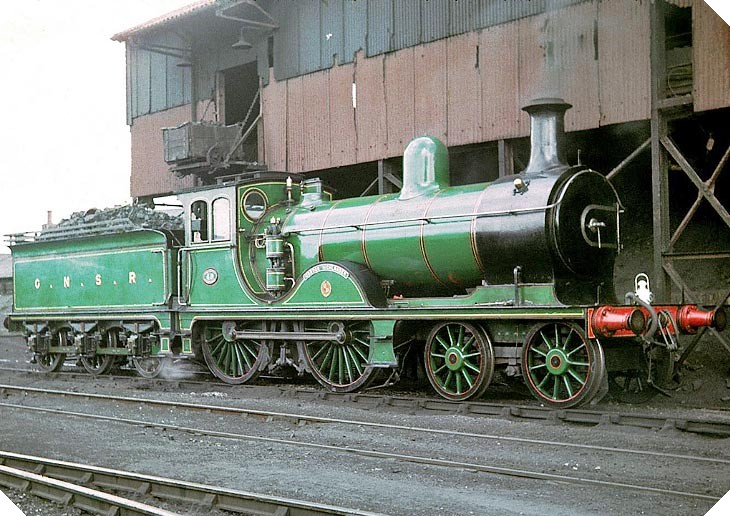
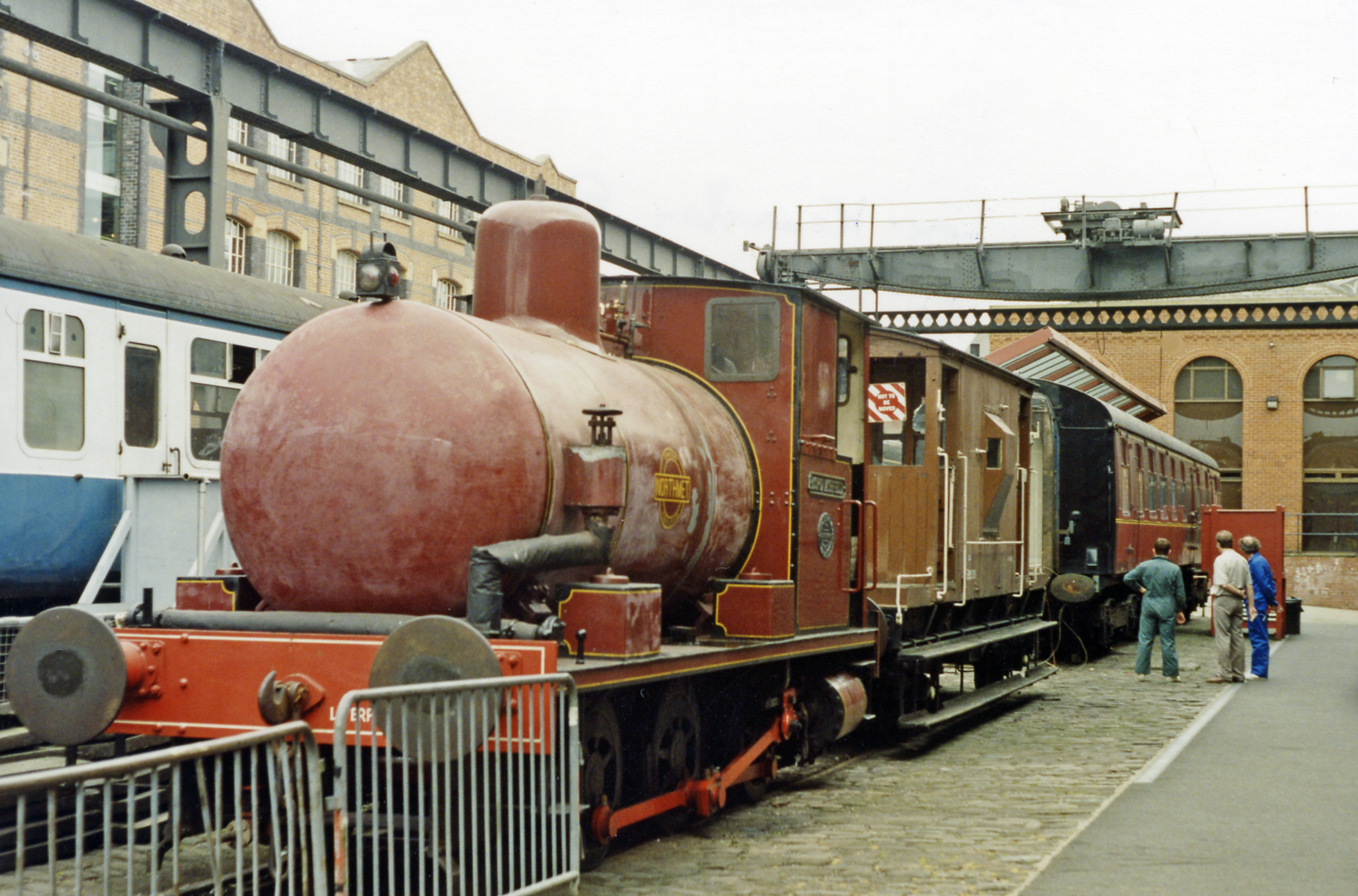
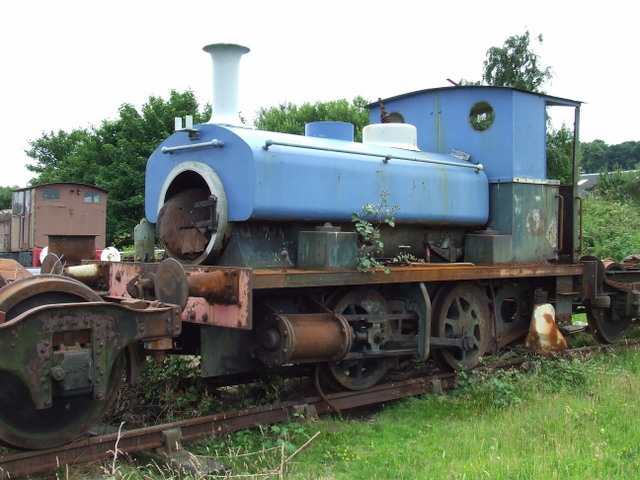
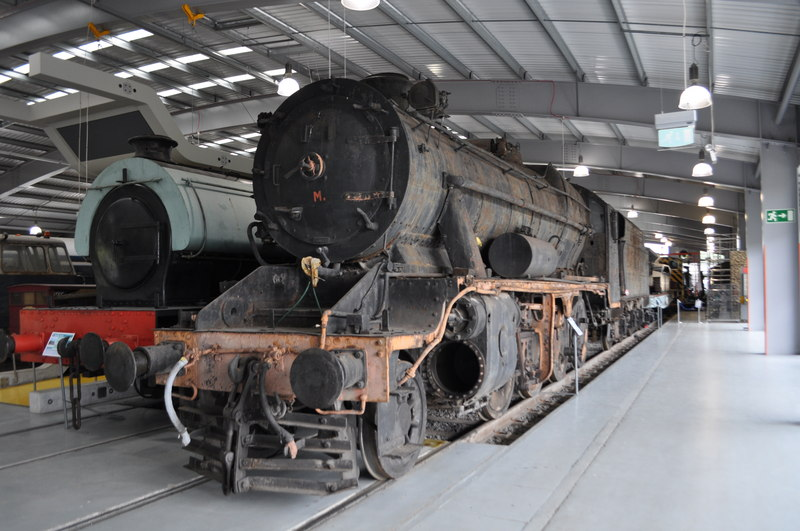
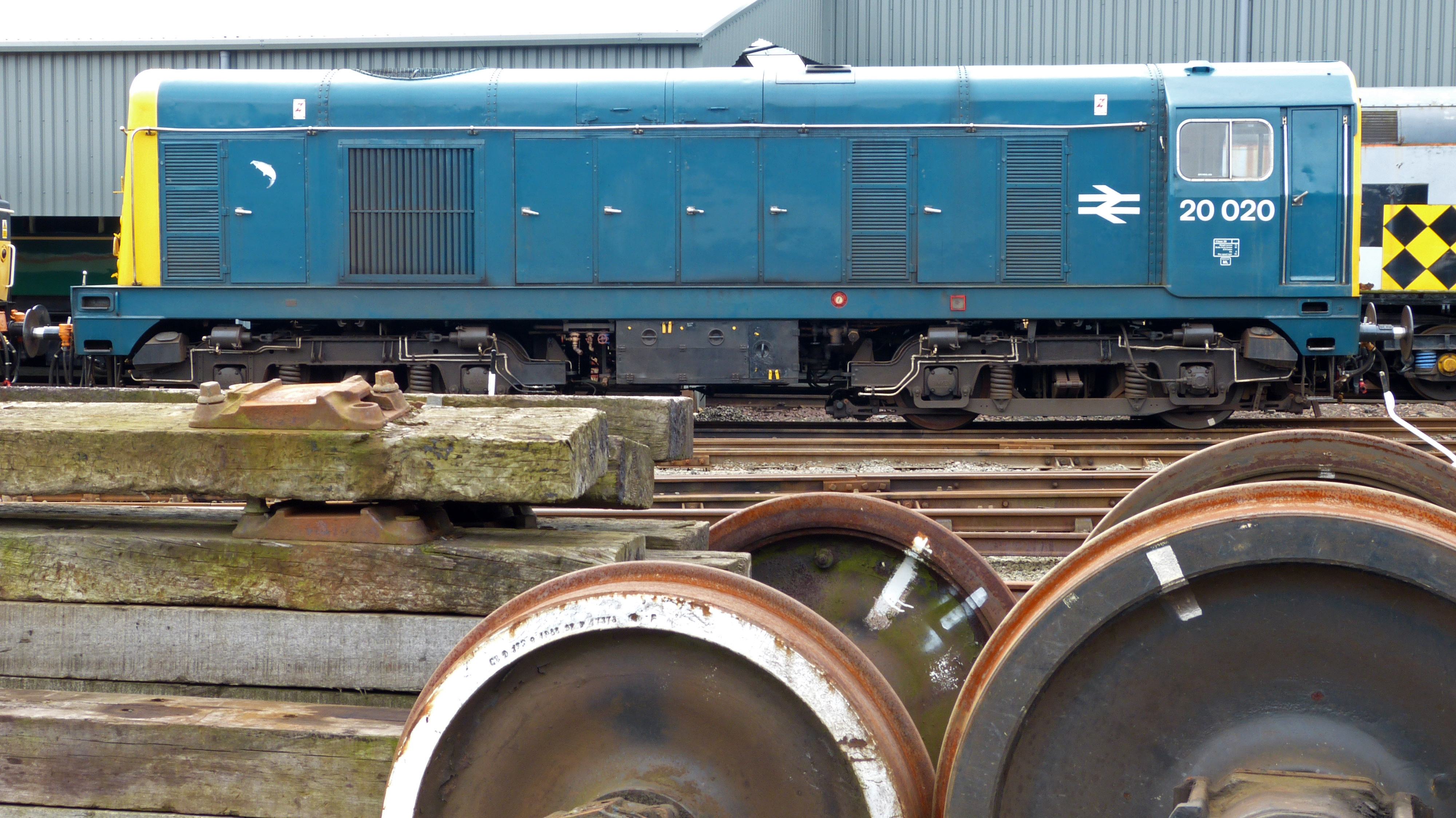
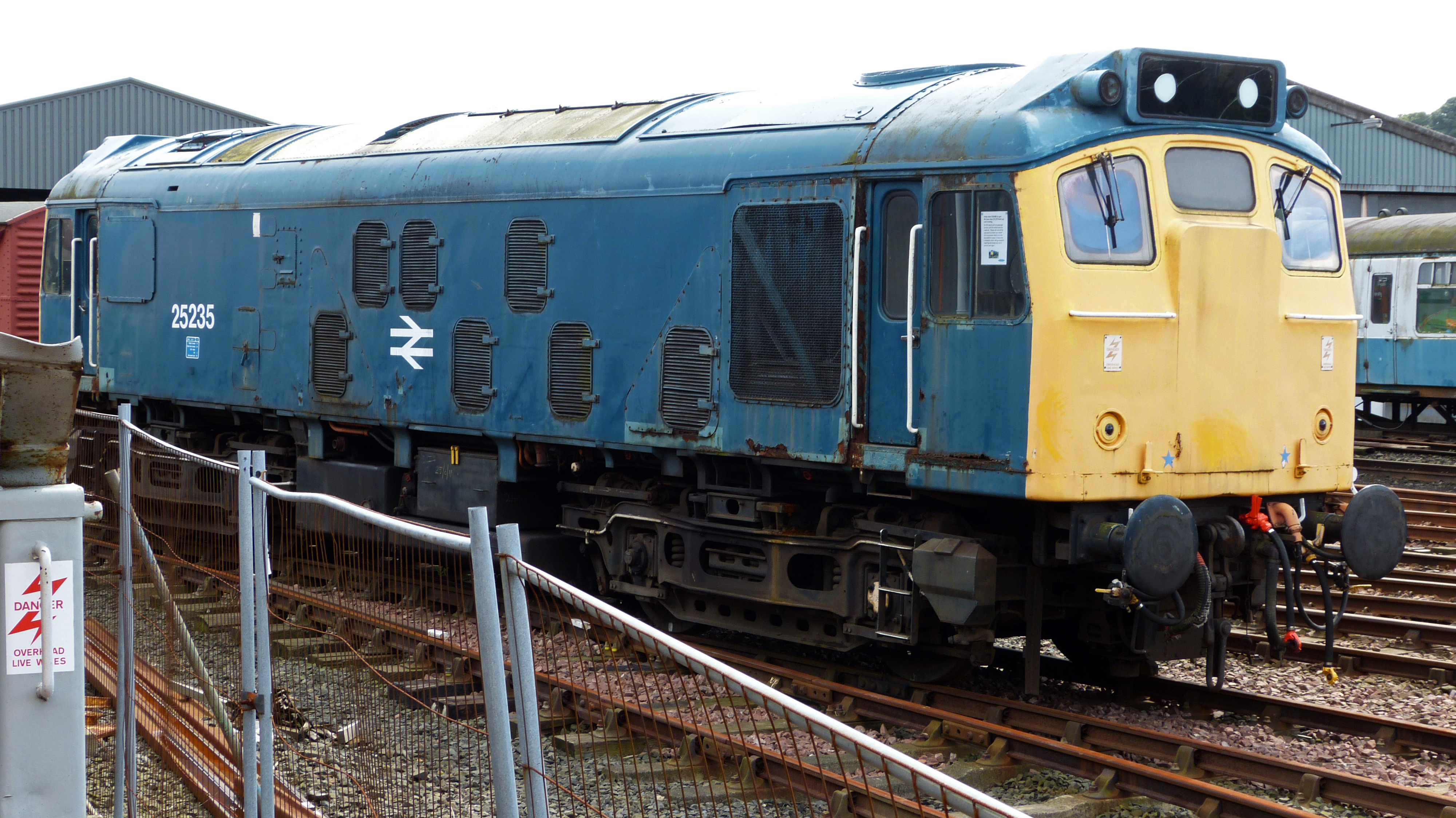
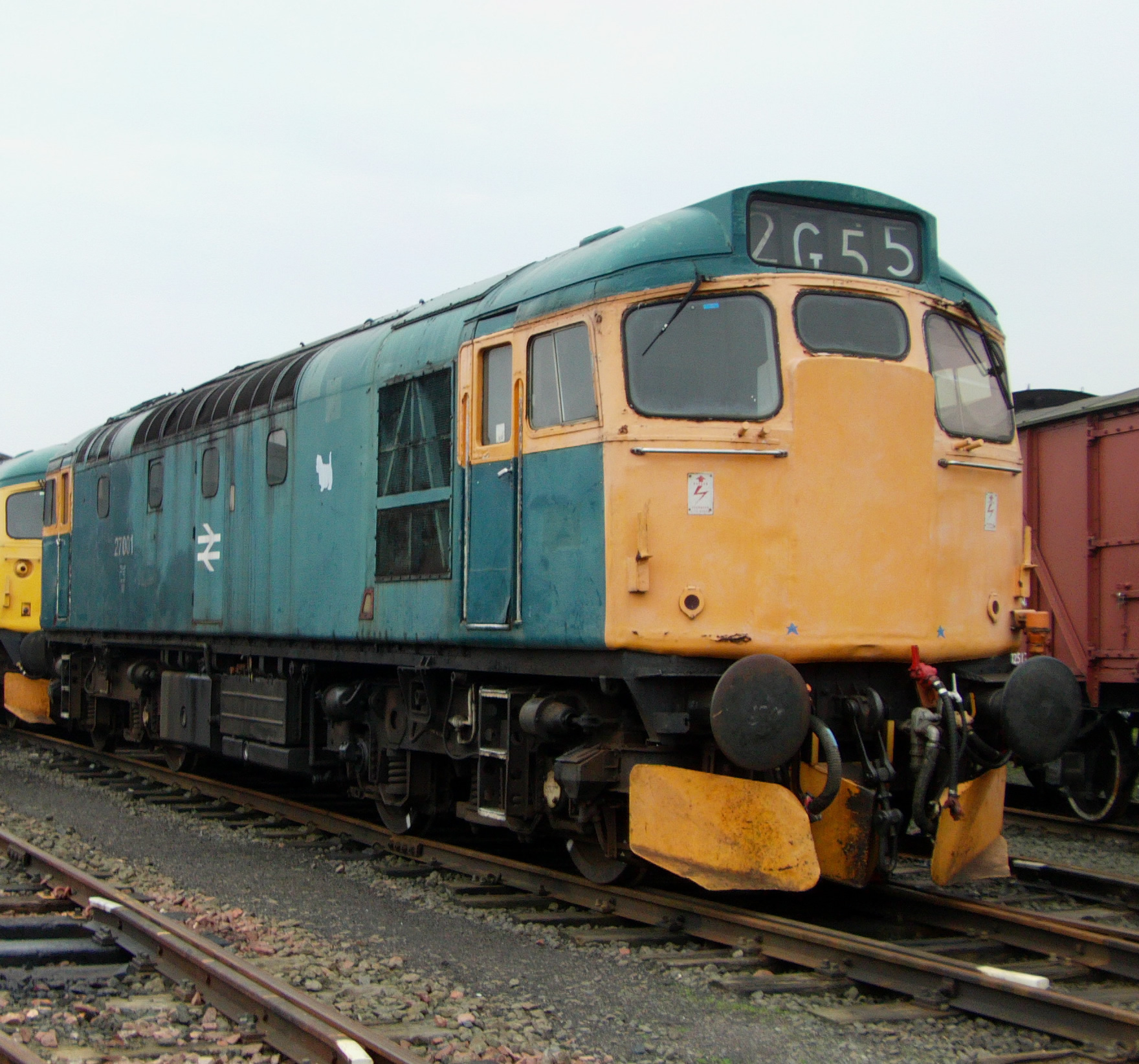
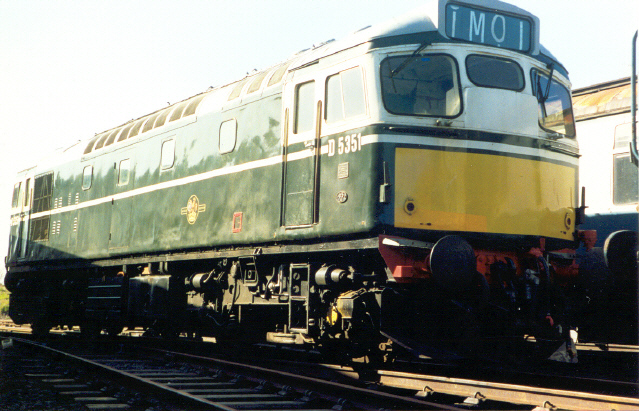
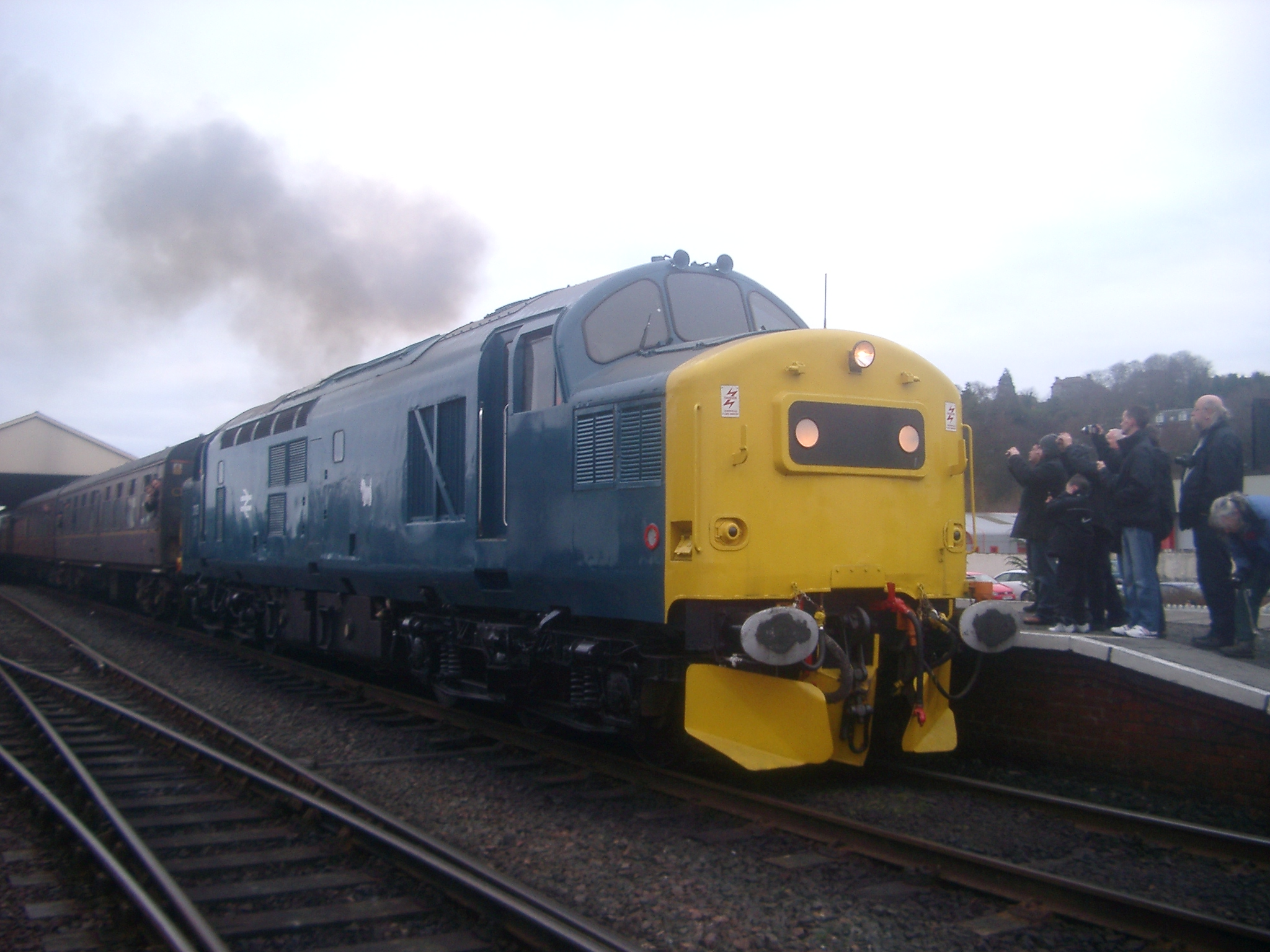
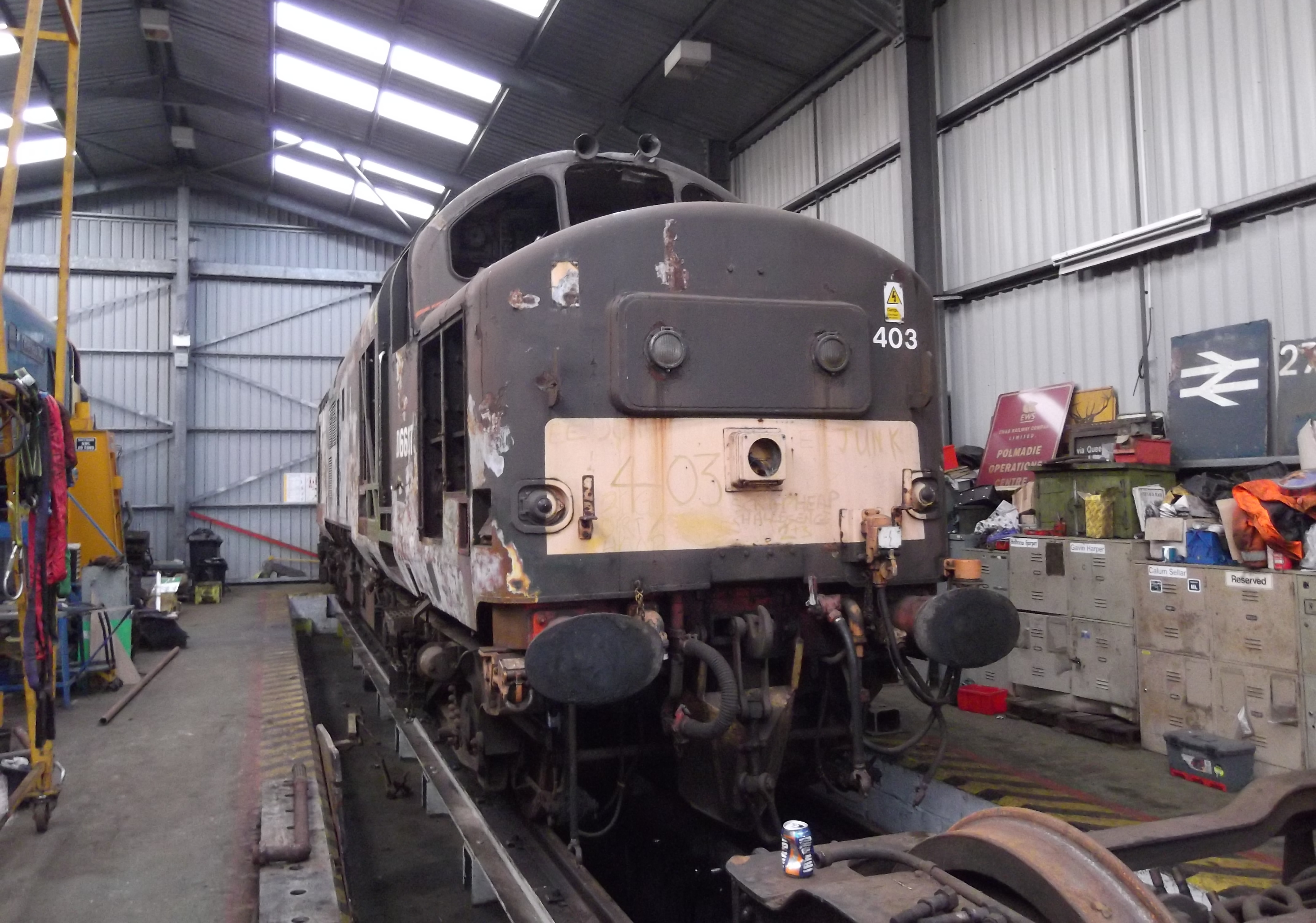
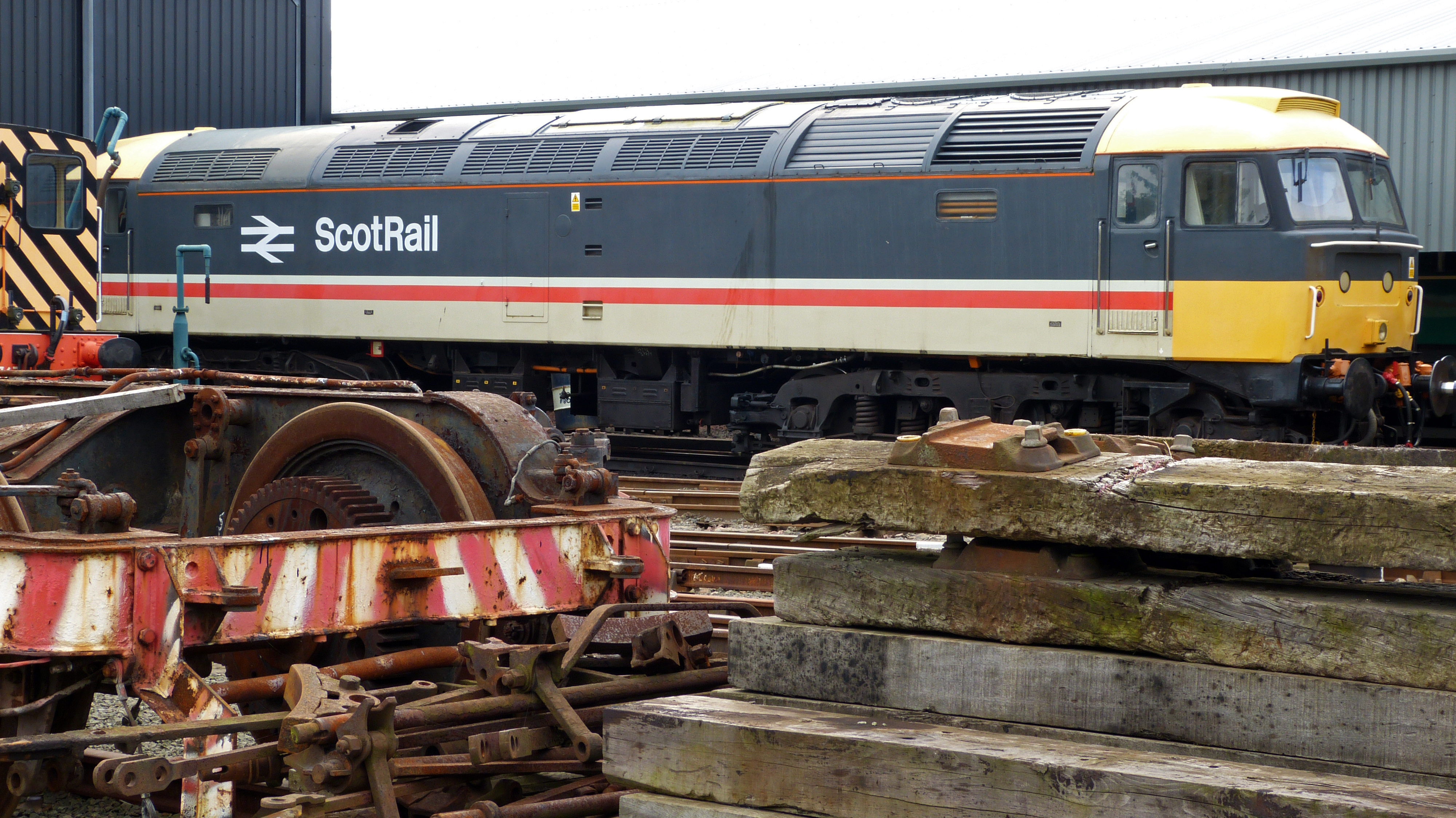